# 卓惠珠
卓惠珠（1963年8月20日—），暱稱花媽，為部落格「幫助高功能自閉與亞斯伯格症理解人際互動困難和情緒障礙」版主，以及臉書粉絲頁「幫助高功能自閉與亞斯伯格症」管理人，台灣媒體稱之為亞斯教母。育有一子一女，其兒子於小學階段確診輕度自閉症。為自閉症及亞斯伯格症領域的知名人士。

## 經歷
被台灣媒體稱為亞斯教母，人稱花媽的卓惠珠，育有確診輕度自閉，難以區分為高功能自閉或亞斯柏格症的兒子，現已投入社會工作，擔任程式設計師，深知養育這類孩子的不易，因此長期經營「幫助高功能自閉與亞斯柏格」社群部落格及粉絲頁，協助有相同困擾的家長以及孩子。
曾經為了兒子，在國小擔任長期代課老師，在學校輔導室、教務處、資源班都擔任過相關職務。出版過四本自閉症相關書籍，辦過上千場輕度自閉相關課程，每年在各級學校受邀150場左右演講，2011年獲得「新北社會文化貢獻獎」。2015年擔任「新北真人圖館館特教講師」。2016年獲得「台灣部落格大獎文化藝術類首獎」。
2018年經營《花媽卓惠珠》YouTube影音頻道、擔任「希望基金會」教育委員會主任委員。
2019年獲得「親子天下教育創新100入選」、擔任「中華健康生活與運動協會」(2023年更名為「中華希隱力健康生活協會」)理事長。
2020年創建《聽花媽卓惠珠說說話》Podcast。
2023年擔任公共電視無限影展自閉症職業重建宣傳大使。

## 著作
- 《當H花媽遇上AS孩子》獲得2014年衛福部推薦年度好書
- 《山不轉，我轉！：花媽反轉亞斯的厚帽子》
- 《當過動媽遇到亞斯兒，有時還有亞斯爸》

## 獎項
- 2011年新北市終身教育學習獎
- 2012年新北市社會教育有功人員獎[5]
- 2016年台灣部落格大賽藝術類第一名[6]
- 2019年親子天下教育創新入選[7]

## 外部連結
- 幫助高功能自閉與亞斯伯格症理解人際互動困難和情緒障礙 （页面存档备份，存于）
- 幫助高功能自閉與亞斯伯格症 （页面存档备份，存于）
- 希隱力社會支持計畫